# デビッド・キャラダイン
デビッド・キャラダイン（David Carradine、1936年12月8日 - 2009年6月3日）は、アメリカ合衆国の俳優、中国武術家。本名は、ジョン・アーサー・キャラダイン（John Arthur Carradine）。ラストネームは、日本では「キャラダイン」として広く知られているが、米国では「キャラディーン」に近い発音で呼ばれる。

## プロフィール
カリフォルニア州ハリウッドに生まれ、サンフランシスコ州立大学でドラマを学んだ。元海兵隊員。父は俳優のジョン・キャラダインで、キース・キャラダインおよびロバート・キャラダインは異母弟。アイルランド人、イングランド人、スコットランド人、ウェールズ人、ドイツ人、スペイン人、イタリア人、ウクライナ人、チェロキーの祖先を持つ。5回の結婚歴があり、4回の結婚は離婚に終わっている。1人目の妻との間に娘が1人、2人目の妻との間に娘が1人、そして、他にも娘3人と息子1人がいる。
連続テレビドラマ『シェーン』に出演した後、中国武術（カンフー）を修めたクワイ・チャン・ケイン役で主演した『燃えよ!カンフー』で世界中で有名となった（この役には原案発案者のブルース・リーも候補に挙がっていた）。この役をきっかけにして中国武術や東洋哲学に興味を持つようになり、その後も習得と研究に力を注いだ。
他にも、映画俳優としてルイ・ラムールの小説を映画化した西部劇『タガート』ではガンマンの役を演じ、最近では、クエンティン・タランティーノ監督の『キル・ビル』シリーズでビル役を演じている。
他にもキース・キャラダインの後を継いで『Wild West Tech』などのテレビ番組の司会をしたり、太極拳や気功の学習ビデオを企画し、自ら出演したりしていた。
2009年6月4日、新作映画「ストレッチ（Stretch）」出演のため滞在していたバンコク中心部のホテル、スイスホテル・ナイラートパーク・バンコク（Swissotel Nai Lert Park Bangkok）の352号室で首と性器にロープが巻きつけられた状態で死亡しているのが発見された。キャラダインのマネージャであるチャック・バインダーは、ベッドの上にあった足跡がキャラダインの履いていた靴とは一致しないことや、キャラダインの両手が体の後ろで縛られているとして、他殺などの疑いを主張したが、遺体発見時、部屋に内側から鍵がかかっていたことや、遺体に争った形跡がないこと、防犯カメラに部屋を出入りする人物が映っていないことなどから、現地警察は窒息プレイ中の事故の可能性を指摘している。

## 主な出演作品

### 映画
| 公開年 | 邦題 原題                                                                                         | 役名                             | 備考                 |
| ------ | ------------------------------------------------------------------------------------------------- | -------------------------------- | -------------------- |
| 1965   | 帰郷 Bus Riley's Back in Town                                                                     | ストレッチ                       |                      |
| 1966   | 泥棒がいっぱい Too Many Thieves                                                                   | フィリックス                     |                      |
| 1969   | 夕陽の対決 Heaven with a Gun                                                                      | コーク・ベック                   |                      |
| 1972   | 明日に処刑を… Boxcar Bertha                                                                       | "ビッグ"・ビル・シェリー         |                      |
| 1973   | ロング・グッドバイ The Long Goodbye                                                               | デイヴ（ソクラテス）             | クレジットなし       |
| 1973   | ミーン・ストリート Mean Streets                                                                   | 酔っぱらい                       |                      |
| 1975   | デス・レース2000年 Death Race 2000                                                                | フランケンシュタイン             |                      |
| 1976   | ウディ・ガスリー/わが心のふるさと Bound for Glory                                                 | ウディ・ガスリー                 |                      |
| 1976   | 爆走!キャノンボール Cannonball                                                                    | コイ“キャノンボール”・バックマン |                      |
| 1977   | ランナウェイ Thunder and Lightning                                                                | ハーレー・トーマス               |                      |
| 1978   | 原子力潜水艦浮上せず Gray Lady Down                                                               | ゲイツ大佐                       |                      |
| 1978   | サイレント・フルート Circle of Iron                                                               | 盲人/モンキーマン/チャン・シャ   |                      |
| 1980   | ロング・ライダーズ The Long Riders                                                                | コール・ヤンガー                 |                      |
| 1982   | 空の大怪獣Q Q - The Winged Serpent                                                                | シェパード刑事                   |                      |
| 1982   | ハロウィーン・夜の罠 Trick or Treats                                                              | リチャード・アダムス             |                      |
| 1983   | テキサスSWAT Lone Wolf McQuade                                                                    | ローリー・ウィルクス             |                      |
| 1985   | 死の天使レイチェル The Bad Seed                                                                   | リロイ・ジェサップ               | テレビ映画           |
| 1986   | 爆発!海底大油田/ファイヤー・インフェルノ Oceans of Fire                                           | J・C・ブッシュ                   | テレビ映画           |
| 1989   | サンダウン Sundown: The Vampire in Retreat                                                        | マルデュラック伯爵               |                      |
| 1990   | バード・オン・ワイヤー Bird on a Wire                                                             | ユージーン・ソレンソン           |                      |
| 1991   | ザ・ギャンブラー・リターンズ ザ・ラック・オブ・ドロー The Gambler Returns: The Luck of the Draw   | クワイ・チャン・ケイン           | テレビ映画           |
| 1992   | 復讐は俺がやる Distant Justice                                                                    | ジョー・フォーリー               | 東映Vアメリカ作品    |
| 1992   | セクシーデビル/悪魔はTバックがお好き Evil Toons                                                   | ギデオン・フィスク               |                      |
| 1992   | ナイト・リズム/セクシーDJ殺人事件 Night Rhythms                                                   | ヴィンセント                     |                      |
| 1992   | アニマルインスティンクト/不倫願望ジョアンナ Animal Instincts                                      | ウィリアム                       |                      |
| 1997   | デストラクション/制御不能 The Rage                                                                | ルーカス・マクダーモット         |                      |
| 1998   | チルドレン・オブ・ザ・コーン5:恐怖の畑 Children of the Corn V: Fields of Terror                   | ルーク・エンライト               |                      |
| 1998   | アメリカ物語 ファイベル/こころの宝物をさがして An American Tail: The Treasure of Manhattan Island | ウリッソ                         | アニメ映画、声の出演 |
| 1998   | ロストゾーン Shepherd                                                                             | 腹話術師                         |                      |
| 1999   | キル・エビル Natural Selection                                                                    | ルイス・デホーヴェン             |                      |
| 2000   | ナイトフォール 夜来たる Nightfall                                                                 | グノメン                         |                      |
| 2002   | バルト 新たなる旅立ち Balto II: Wolf Quest                                                        | ナヴァ                           | アニメ映画、声の出演 |
| 2003   | キル・ビル Kill Bill                                                                              | ビル / スネークチャーマー        |                      |
| 2004   | キル・ビル Vol.2 Kill Bill: Vol. 2                                                                | ビル / スネークチャーマー        |                      |
| 2006   | UNDERWORLD ラスト・セクト The Last Sect                                                           | ヴァン・ヘルシング               |                      |
| 2007   | 鉄板英雄伝説 Epic Movie                                                                           | 美術館の館長                     |                      |
| 2008   | ヘルライド Hell Ride                                                                              | デュース                         |                      |
| 2009   | デス・レース Death Race                                                                           | フランケンシュタイン             | 声の出演             |
| 2009   | アドレナリン:ハイ・ボルテージ Crank: High Voltage                                                 | プーン・ドン                     |                      |
| 2009   | ビギニング・オブ・ザ・デッド Autumn                                                               | フィリップ                       |                      |
| 2010   | 酔拳 レジェンド・オブ・カンフー 蘇乞兒                                                            | アンソニー                       |                      |
| 2010   | ダイナクロコ vs スーパーゲイター Dinocroc vs. Supergator                                          | ジェイソン・ドレイク             | テレビ映画           |

### テレビドラマ
| 公開年    | 邦題 原題                                              | 役名                           | 備考               |
| --------- | ------------------------------------------------------ | ------------------------------ | ------------------ |
| 1966      | シェーン Shane                                         | シェーン                       | 主演、16エピソード |
| 1967      | コロネットブルーの謎 Coronet Blue                      |                                | 1エピソード        |
| 1968-1971 | 鬼警部アイアンサイド Ironside                          |                                | 3エピソード        |
| 1970      | ネーム・オブ・ザ・ゲーム The Name of the Game          |                                | 1エピソード        |
| 1972-1975 | 燃えよ!カンフー Kung Fu                                | クワイ・チャン・ケイン         | 主演、63エピソード |
| 1984      | 超音速攻撃ヘリ エアーウルフ Airwolf                    | ロバート・ウィンチェスター博士 | 1エピソード        |
| 1985      | 南北戦争物語 愛と自由への大地 North and South          | ジャスティン・ラモット         | ミニシリーズ       |
| 1986      | 世にも不思議なアメージング・ストーリー Amazing Stories |                                | 1エピソード        |
| 1993-1997 | 新・燃えよ!カンフー Kung Fu: The Legend Continues      | クワイ・チャン・ケイン         | 主演、88エピソード |
| 2002-2004 | エイリアス Alias                                       | コンラッド                     | 2エピソード        |
| 2006      | ミディアム 霊能者アリソン・デュボア Medium             |                                | 1エピソード        |
| 2009      | メンタル:癒しのカルテ MƎNTAL:                          |                                | 1エピソード        |

### 声優
- ジャッキー・チェン・アドベンチャー Jackie Chan Adventures (2001) テレビアニメ
- キング・オブ・ザ・ヒル King of the Hill (2002) テレビアニメ
- Saints Row Saints Row (2006) ゲーム作品